# Irlbachia tatei
Irlbachia tatei là một loài thực vật có hoa trong họ Long đởm. Loài này được (Gleason) Maguire mô tả khoa học đầu tiên năm 1981.